# Cerro Chato
Ne doit pas être confondu avec Cerro Chato (Paysandú).
Cerro Chato est une ville de l'Uruguay située dans les départements de Durazno, Florida et Treinta y Tres. Sa population est de 3 279 habitants.

## Histoire
La ville a accueilli le premier plébiscite en Amérique latine où les femmes pouvaient voter.

## Population
| Année | Population |
| ----- | ---------- |
| 1963  | 2 513      |
| 1975  | 2 582      |
| 1985  | 2 459      |
| 1996  | 2 945      |
| 2004  | 3 279      |

Référence,,,: